# Station Biskupnica
Station Biskupnica is een spoorwegstation in de Poolse plaats Biskupnica.